# Länsväg 290
Länsväg 290 går sträckan E4 (trafikplats 189 Fullerö) - Österbybruk - Forsmark, inom Uppsala län.

## Sträckning
Fullerö trafikplats (E4) - Storvreta (Trekanten) (C 696) - Östa (C 695) - Gränby (C 699) - Vattholma N/S (C 703) - Salsta slott (C 704) - Skyttorp (C 707) - Österbybruk (Lv 292, C 730, C 720, C 731, C 1127) - Bro (C 718) - Älglösa (C 710) - Mariebol (C 724) - Vigelsbo - Strömsbro (C 1128, C 1129) - Vamsta (C 1126) - Forsmark (Rv 76)  

## Beskrivning
Länsväg 290 har en relativt god standard på sträckan mellan Fullerö trafikplats och Österbybruk. 
Vägen passerar rakt igenom Österbybruks samhälle och ortens centrum.
De första 8 kilometrarna norr om Österbybruk, fram till avtagsvägen mot Lövstabruk, är mycket kurviga samtidigt som vägen är smal. Dessutom finns där många farliga backkrön med dålig sikt. Från avtagsvägen mot Lövstabruk och fram till riksväg  76 vid Forsmark är länsväg 290 ombyggd på flera partier och har här en i förhållande till trafikmängden helt acceptabel standard.
Sträckan mellan Fullerö trafikplats och Österbybruk har en stor andel arbets-pendlartrafik till och från Uppsala.

## Större anslutningsvägar
- E4
- Länsväg 292
- Riksväg 76

## Historik
- Före 1985 hade vägen sin norra slutpunkt vid Lövstabruk istället för som numera i Forsmark. Den gamla delen Älglösa - Lövstabruk fick efter ändringen beteckningen länsväg C 710.
- Före den 21 december 2006 hade vägen sin södra ände i Uppsala, men i och med att motorvägen E4 invigdes denna dag fick vägen sin södra punkt i trafikplats 189 vid E4 (Fullerö trafikplats). Den gamla delen mellan Uppsala och Fullerö heter numera länsväg C 693.